# Kirti Nidhi Bista
Kirti Nidhi Bista (किर्तीनिधी बिष्ट - Kirtīnidhī Biṣṭa; 15 gennaio 1927 – Gyaneshwar, 11 novembre 2017) è stato un politico nepalese, Primo ministro del Nepal dal 1969 al 1970, dal 1971 al 1973 e dal 1977 al 1979.

## Biografia
Dal 7 aprile 1969 al 13 aprile 1970 fu primo ministro sotto il regno del re Mahendra del Nepal, in seguito svolse il proprio ruolo anche sotto il re Birendra del Nepal. Fu poi vice primo ministro durante il regno di Gyanendra del Nepal.